# Hanni Wenzel
Hannelore Wenzel-Weirather (conocida como Hanni Wenzel; Straubing, RFA, 14 de diciembre de 1956) es una deportista liechtensteiniana que compitió en esquí alpino; dos veces campeona olímpica y cuatro veces campeona mundial.

## Trayectoria
Participó en dos Juegos Olímpicos de Invierno, obteniendo en total cuatro medallas, una de bronce en Innsbruck 1976, en la prueba de eslalon, y tres en Lake Placid 1980, oro en eslalon y eslalon gigante y plata en el descenso.
Ganó nueve medallas en el Campeonato Mundial de Esquí Alpino entre los años 1974 y 1980.
En la Copa del Mundo consiguió 33 victorias y 89 podios en total. Ganó la clasificación general de la Copa del Mundo en 1978 y 1980.
Recibió el Premio Skieur d’Or en 1980. Fue condecorada con el Laurel Dorado de Liechtenstein (2004) y con la Cruz de Comendador de la Orden del Mérito del Principado de Liechtenstein (2017). Además, fue nombrada «Deportista femenina del año» en su país en nueve ocasiones.
Se retiró de la competición tras los Juegos de Lake Placid 1980. Entre 1994 y 1998 fue presidenta de la Federación de Esquí de Liechtenstein.
Su hermano Andreas, su hija Tina Weirather y su esposo Harti Weirather compitieron en el mismo deporte.

## Palmarés internacional
| Juegos Olímpicos   | Juegos Olímpicos             | Juegos Olímpicos  | Juegos Olímpicos |
| Año                | Lugar                        | Medalla           | Prueba           |
| ------------------ | ---------------------------- | ----------------- | ---------------- |
| 1976               | Innsbruck (Austria)          | Medalla de bronce | Eslalon          |
| 1980               | Lake Placid (Estados Unidos) | Medalla de oro    | Eslalon          |
| 1980               | Lake Placid (Estados Unidos) | Medalla de oro    | Eslalon gigante  |
| 1980               | Lake Placid (Estados Unidos) | Medalla de plata  | Descenso         |
| Campeonato Mundial |                              |                   |                  |
| Año                | Lugar                        | Medalla           | Prueba           |
| 1974               | Sankt Moritz (Suiza)         | Medalla de oro    | Eslalon          |
| 1974               | Sankt Moritz (Suiza)         | Medalla de plata  | Combinada        |
| 1976               | Innsbruck (Austria)          | Medalla de bronce | Eslalon          |
| 1976               | Innsbruck (Austria)          | Medalla de bronce | Combinada        |
| 1978               | Garmisch-Partenkirchen (RFA) | Medalla de plata  | Combinada        |
| 1980               | Lake Placid (Estados Unidos) | Medalla de oro    | Eslalon          |
| 1980               | Lake Placid (Estados Unidos) | Medalla de oro    | Eslalon gigante  |
| 1980               | Lake Placid (Estados Unidos) | Medalla de oro    | Combinada        |
| 1980               | Lake Placid (Estados Unidos) | Medalla de plata  | Descenso         |